# آندریا گولی
آندریا گولی (انگلیسی: Andrea Gulli؛ زادهٔ ۹ نوامبر ۱۹۹۷) بازیکن فوتبال است.
از باشگاه‌هایی که در آن بازی کرده‌است می‌توان به باشگاه فوتبال جنوآ اشاره کرد.